# Аль-Наср (Афганистан)
Аль-Наср (перс. سازمان نصر‎, букв.  «Партия Победа») — афганская проиранская шиитская группировка моджахедов, сформирована в 1980 году. Оба находились в Иране, пользовались поддержкой второго лица в государстве аятоллы Монтазери.
Боевые отряды, численность которых достигала 4 тыс. человек, действовали в центральных провинциях республики Афганистан, в районе Хазареджата: Бамиан, Газни, Вардак, Урузган, Баглан, Саманган, Балх и Парван. Общий военный руководитель — Мохаммад Хусейн Садыки.
Группы и отряды «Наср» отличались хорошей военно-профессиональной подготовкой, высокой оснащенностью вооружением и боеприпасами. Считалась одной из элитных моджахедских группировок Афганской войны. На последнем этапе своего существования отмечалось заметное усиление влияния Китая на руководство данной организации. Характерной особенностью деятельности организации является постоянное противоборство с соперничающими группировками, в особенности с ориентированными на Пакистан. Пользовалась широкой военной и финансовой поддержкой Ирана, Китая, США. Штаб квартира находится в Куме. В 1987 году группировка стала частью Шиитской восьмерки, а 1989 году группировка прекратила свое существование в связи с тем что объединилась с другими шиитскими группировками в Партию исламского единства Афганистана.
Лидерами группировки были: шейх Мохаммад Хусейн Садыки, шейх Абдул Али Мазари, шейх Шафак.